# Utetheisa nova
Utetheisa nova är en fjärilsart som beskrevs av Smith 1910. Utetheisa nova ingår i släktet Utetheisa och familjen björnspinnare. Inga underarter finns listade i Catalogue of Life.